# Církevní společenství
Církevní společenství (communitates ecclesiales, communitates ecclesiasticae) jsou v řeči římskokatolické církve křesťanské denominace, které podle vlastních kritérií nemůže označit za církve. 

## Předkoncilní katolicismus
Viz též: Návrat ekumenismu
Před Druhým vatikánským koncilem se římskokatolická církev ztotožňovala s církví Ježíše Krista takovým způsobem, že mimo sebe mohla rozpoznat pouze heretiky, schizmatiky a nekřesťany. V jistém napětí s tím bylo pravoslaví obvykle označováno jako církev(e), což bylo historické použití jazyka. Denominace, které vzešly z reformace, Řím před koncilem jako církve nikdy neuznával.

## Druhý vatikánský koncil
Vztah nekatolických křesťanů a církví k římskokatolické církvi, který je základem textů II. vatikánského koncilu, si lze představit na modelu soustředných kruhů. Římskokatolická církev tvoří nejvnitřnější kruh (pouze v ní lze nalézt „plnost prostředků spásy“), zatímco středem je Ježíš Kristus. Zatímco katolíci jsou do církve „začleněni“ (incorporantur), nekatolíci jsou s ní různým způsobem „spojeni“ (conjunctio) nebo jsou s ní „spříznění“ (ordinantur).
Koncil rozlišoval mezi „církvemi“ a „církevními společenstvími“. O tuto formulaci se během koncilu sváděly boje. První návrhy textů rozlišovaly mezi „církvemi“ Východu a „společenstvími“, která vznikla v důsledku reformace. Pozitivní vnímání komunit bylo již významným krokem vpřed ve srovnání s představou, že nekatoličtí křesťané jsou orientováni na katolickou církev pouze jako jednotlivci („odloučení bratři“, fratres seiuncti). Na „komunity“ se nově pohlíželo jako na místa, kde tito křesťané žili svou víru. V předmluvě k Unitatis redintegratio se o ekumenicky angažovaných nekatolících výslovně uvádí, že „vzývají Trojjediného Boha a vyznávají Ježíše jako Pána a Spasitele nejen jednotlivě, ale také ve svých společenstvích (in coetibus congregati), v nichž slyšeli radostnou zvěst a která nazývají svou a Boží církví (Ecclesiam dicunt esse suam et Dei).“
V úvodní řeči druhého zasedání papež Pavel VI. hovořil o společenstvích, „která se zdobí jménem církve“ – zda toto sebeoznačení uznal, se teprve uvidí; v každém případě ho neodmítl. Sekretariát pro jednotu pod vedením kardinála Bea byl totiž postaven před obtížný úkol najít společný název, který by byl vhodný nejen pro luterány a reformované, ale také například pro kvakery a Kristovy učedníky, a zohlednil jejich sebepojetí. V době konání koncilu mohli katolíci poukazovat na to, že rozdíly mezi jednotlivými denominacemi protestantského spektra jsou tak velké, že mezi sebou většinou nepraktikují společenství. V době, kdy se koncil konal, se katolíci snažili o to, aby se jednota mezi jednotlivými denominacemi rozšířila.
Na třetím zasedání bylo rozhodnuto označit „církve“ na Východě a „církve a církevní společenství“ na Západě a ponechat otevřené, která denominace na Západě bude označena za církev a která za církevní společenství.
„Církve a církevní společenství (Ecclesiae et Communitates ecclesiales), které byly odděleny od římského apoštolského stolce v těžké krizi, jež začala na Západě na konci středověku, nebo i v pozdějších dobách, jsou spojeny s katolickou církví poutem zvláštního příbuzenství ...“. (Unitatis redintegratio, 19)

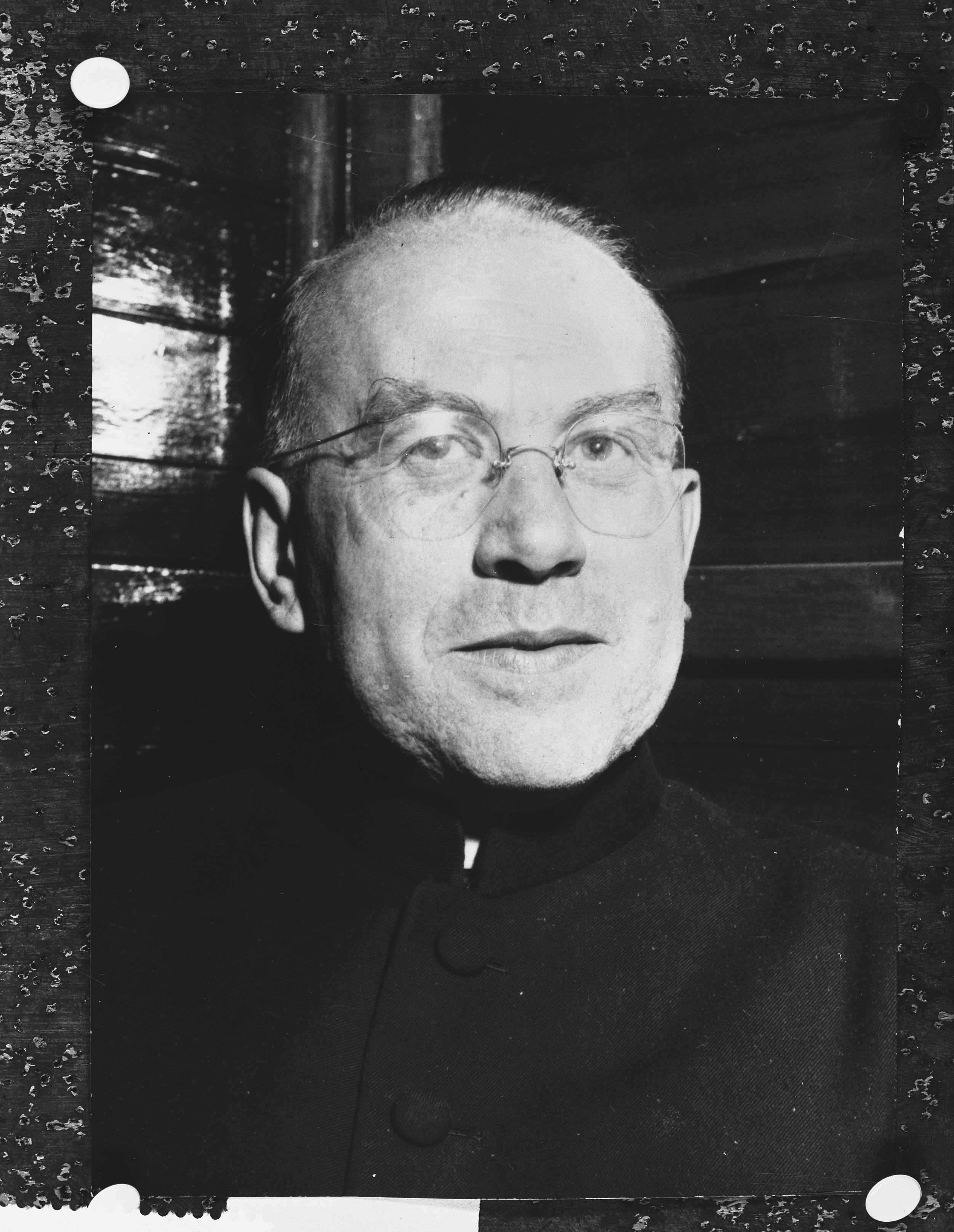
Kardinál Franz König (1960)

Termín „církevní společenství“ (communitates ecclesiales) zavedl kardinál Franz König; jeho smyslem bylo rozpoznat „církevní prvky“, které byly vnímány v příslušných denominacích. Protože přídavné jméno ecclesiasticus mělo již jiný význam, bylo pro dekret o ekumenismu vytvořeno nové přídavné jméno ecclesialis. Skutečnost, že v koncilním dokumentu Lumen gentium je použit latinský termín communitates ecclesiasticae, který se od něj liší, neznamená žádný obsahový rozdíl:
„S těmi, kdo se křtem podílejí na cti křesťanského jména, ale nevyznávají plnou víru a neudržují jednotu společenství pod Petrovým nástupcem, se církev zná z několika důvodů. Mnozí totiž mají v úctě Písmo svaté jako normu víry a života, projevují upřímnou náboženskou horlivost, věří v lásce v Boha, Otce všemohoucího, a v Krista, Syna Božího a Spasitele, přijímají znamení křtu, jímž jsou spojeni s Kristem; uznávají totiž i jiné svátosti a přijímají je ve svých vlastních církvích nebo církevních společenstvích (in propriis Ecclesiis vel communitatibus ecclesiasticis).“ (Lumen gentium, 15)

## Nejnovější vývoj
Po koncilu došlo k pozoruhodným ekumenickým gestům mezi Vatikánem a anglikánským společenstvím. Pavel VI. nasadil svůj vlastní biskupský prsten, který obdržel jako milánský arcibiskup v roce 1954, Arthuru Michaelu Ramseymu, arcibiskupovi z Canterbury, při jeho návštěvě Vatikánu v roce 1966. Podle Paula Avise byl arcibiskup tímto gestem zcela překvapen; od té doby prsten nosí arcibiskup z Canterbury při svých návštěvách Říma.
Pontifikát Jana Pavla II. vyslal podle Bernda Jochena Hilberatha protichůdné signály ohledně církevního charakteru denominací, které vzešly z reformace: „... papež žehná věřícím na Svatopetrském náměstí společně s arcibiskupem z Canterbury, přičemž ignoruje skutečnost, že ten je podle oficiální doktríny laikem, neboť anglikánská svěcení jsou stále považována za neplatná; tentýž papež ... daruje švédským biskupům prsten a napíše encykliku Ecclesia de Eucharistia, ... Kongregace pro nauku víry ,může‘ zveřejnit prohlášení Dominus Iesus, Papežská rada pro podporu jednoty křesťanů zároveň ... vytváří skupiny pro dialog se všemi, kdo si to přejí.“
Pod prohlášením Dominus Iesus, zveřejněným 6. srpna 2000, je teologicky podepsán tehdejší prefekt Kongregace pro nauku víry kardinál Joseph Ratzinger. Nejenže se v něm opakovaly formulace koncilu. Zatímco základní motiv pojmenování jednotících prvků byl rozpoznatelný v Dekretu o ekumenismu, nyní byl zdůrazněn nedostatek společenství bez platného episkopátu, aniž by však byla zcela popřena jejich církevnost:
„Na druhé straně církevní obce (communitates ecclesiales), které si nezachovaly platný episkopát a původní a úplnou skutečnost eucharistického tajemství, nejsou církvemi ve vlastním smyslu (sensu proprio Ecclesiae non sunt); ale pokřtění v těchto obcích jsou křtem začleněni do Krista, a proto jsou v určitém, i když ne dokonalém společenství s církví.“ (Dominus Iesus, 17)
Je zde patrné, že v předkoncilní tradici jsou nekatoličtí křesťané vnímáni především jako jednotlivci („pokřtění“), kteří mají vztah k církvi Ježíše Krista – římskokatolické církvi.

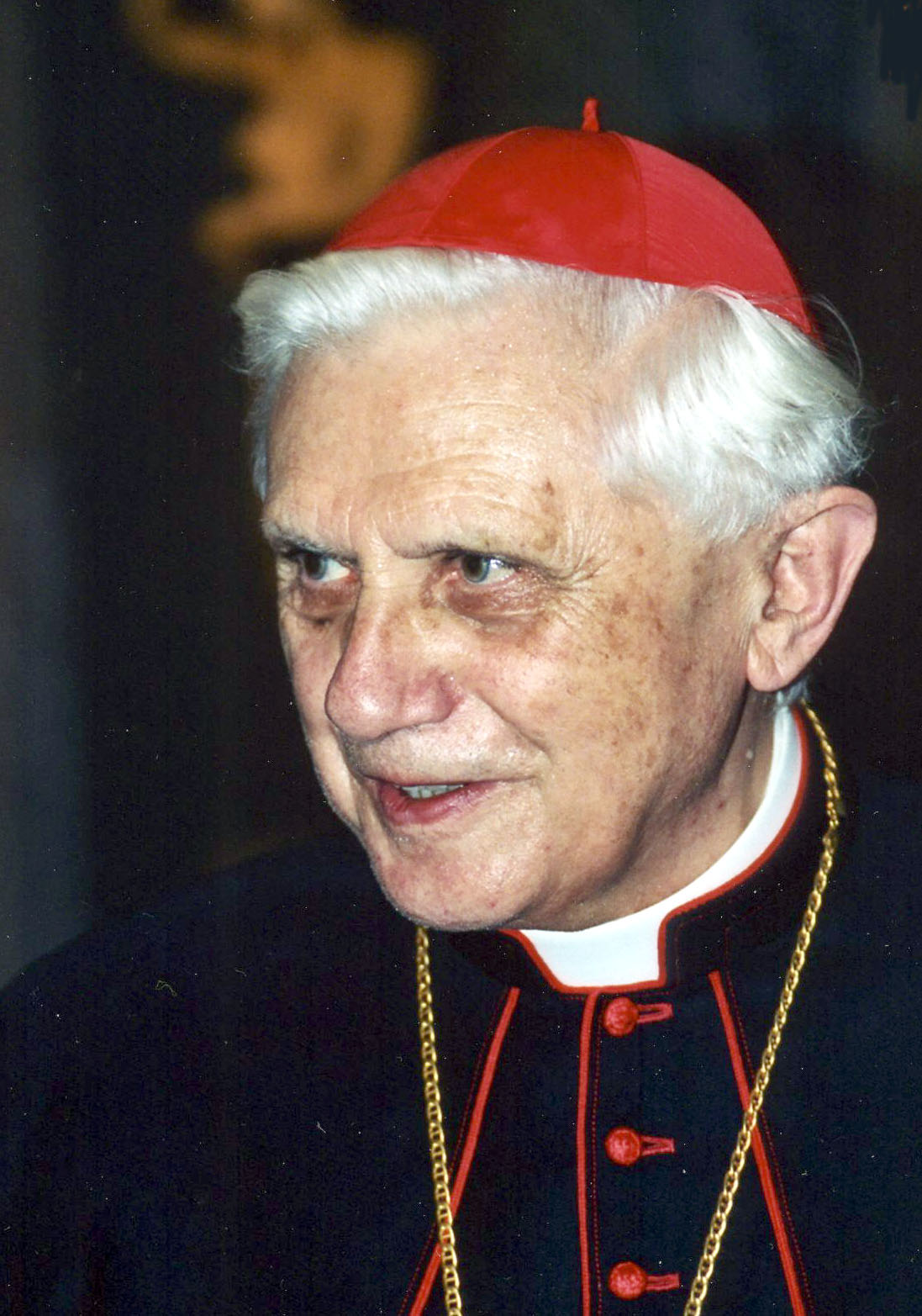
Kardinál Joseph Ratzinger, prefekt Kongregace pro nauku víry 1981–2005, v roce 2003

Jelikož se tzv. církevní obce nepovažují za nedostatečné ve svém chápání, byl jazyk Dominus Iesus vnímán jako znevažující. „Prohlášení, že církve reformace jsou takříkajíc na nejnižším stupni církevní hierarchie. ... S jasností, která nenechává prostor pro pochybnosti, je zde odmítnut princip jednání par cum pari, tedy od rovného k rovnému,“ vysvětlil prezident Manfred Kock jako předseda Rady Synody Evangelické církve v Německu (Synode der Evangelischen Kirche in Deutschland, zkratka EKD).
Jeho nástupce ve funkci Wolfgang Huber se rozhodl podobně. Připomněl, že necelý rok před zveřejněním prohlášení Dominus Iesus bylo podepsáno společné prohlášení o nauce o ospravedlnění, v němž zástupci římskokatolické a luterské církve oznámili dialog „jako rovnocenní partneři (par cum pari)“. V deklaraci již po tom není ani památky. Naopak, tento text „zdůraznil právě ty rysy římskokatolického chápání církve, které je činí pro protestantské křesťany trvale nepřijatelnými“.
V rozhovoru k této kritice ze strany EKD Ratzinger řekl, že mu připadá absurdní, pokud se od katolíků očekává, že budou považovat protestantské regionální (Landeskirche) církve, „tyto náhodné historické útvary“ a „de facto protestantské církevní entity“, za církve ve stejném smyslu jako katolickou církev. Navrhl, aby protestantské církve aktivněji reprezentovaly svou vlastní ekleziologii: „Tam se ‚církev děje‘, abych to tak řekl.“
V červenci 2007 vydala Kongregace pro nauku víry dopis Responsa ad quaestiones de aliquibus sententiis ad doctrinam de ecclesia pertinentibus, v němž se znovu potvrzuje rozdíl mezi církví a církevním společenstvím:
„Otázka 5: Proč texty koncilu a pozdějšího magisteria nepřipisují titul „církev“ společenstvím, která vzešla z reformace v 16. století? Odpověď: Protože podle katolické nauky tato společenství nemají apoštolskou posloupnost ve svátosti svěcení, a proto postrádají podstatný konstitutivní prvek toho, že jsou církví. Zmíněná církevní společenství, která si nezachovala původní a úplnou skutečnost eucharistického tajemství především kvůli absenci svátostného kněžství, nelze podle katolické nauky nazývat „církvemi“ ve vlastním slova smyslu.“